# Fire Chief
Fire Chief (Jefe de bomberos en español) es un corto de dibujos animados de Disney de 1940 protagonizado por el Pato Donald y sus sobrinos Huey, Dewey y Louie.

## Sinopsis
Donald es un bombero junto con sus sobrinos. Cuando los sobrinos se cansan de los ronquidos de Donald, hacen sonar la alarma de incendios para despertarlo, pero Donald en cambio piensa que hay un incendio, así que se apresura a subir al camión de bomberos. Luego vuelve a subir y toca la bocina para despertarlos. Donald y sus sobrinos se dirigen a la seguridad contra incendios como soldados pero Donald se cae de espaldas y Huey golpea a dos de los sobrinos que caen sobre Donald. 
Más tarde, Huey pone carbón en el camión de bomberos pero Donald pone aún más, causando que la casa se incendie. Luego tratan de apagar el fuego, pero Donald, sin saberlo, pone la manguera en el tanque de gasolina del coche. Uno de los sobrinos se da cuenta y trata de advertirle, pero Donald no le hace caso. Como resultado, hace que el cuartel de bomberos y el camión de bomberos se quemen por completo y, para añadir el insulto a la herida, el sombrero de Donald se quema también, resultando en que u  que la estructura metálica del gorro se convierten en el "cabello" de Donald. El corto finaliza con un Donald derrotado y humillado diciendo "No puedes ganar". Simplemente no puedes ganar". 

## Recepción
El Film Daily dijo del cortometraje quer era "bastante divertido".

## Elenco de voces
- Clarence Nash como el Pato Donal y Huey, Dewey y Louie[3]